# Домик Петра I (Москва)
Домик Петра I в Коломенском — деревянный дом, построенный в 1702 году для Петра I во время визита царя в Новодвинскую крепость. В 1877 году домик был перевезён в Архангельск, откуда в 1934 году его доставили в Коломенское и превратили в музейный экспонат. Является единственным в Москве мемориальным музеем, посвящённым Петру I.

## История
Небольшой деревянный дом был построен в устье Северной Двины в 1702 году специально для Петра I, прибывшего в Новодвинскую крепость. В ожидании повторной осады Архангельска Пётр прожил в домике более двух месяцев, и покинул его, только убедившись, что нападения шведского флота не последует. Он провёл это время, наблюдая за строительством крепости и спуском на воду новых кораблей.
По-видимому, домик уцелел только благодаря своей причастности к жизни царя. Первоначально он стоял в Корабельном рукаве на острове Маркова — низком, болотистом месте, подверженном частым наводнениям. В 1710 году домик был повреждён принесёнными водой льдинами, после чего его перенесли на форштадт Новодвинской крепости. Между 1723 и 1730 годами дом пережил пожар, который удалось быстро потушить. А в 1800 году домик был отреставрирован.
После упразднения крепости в 1863 году большую её часть передали в ведение Архангельской епархии. В 1877 году домик Петра был перевезён из Новодвинской крепости в Архангельск, где он стоял, укрытый для сохранности сначала деревянным, а затем каменным футляром, на набережной Северной Двины.

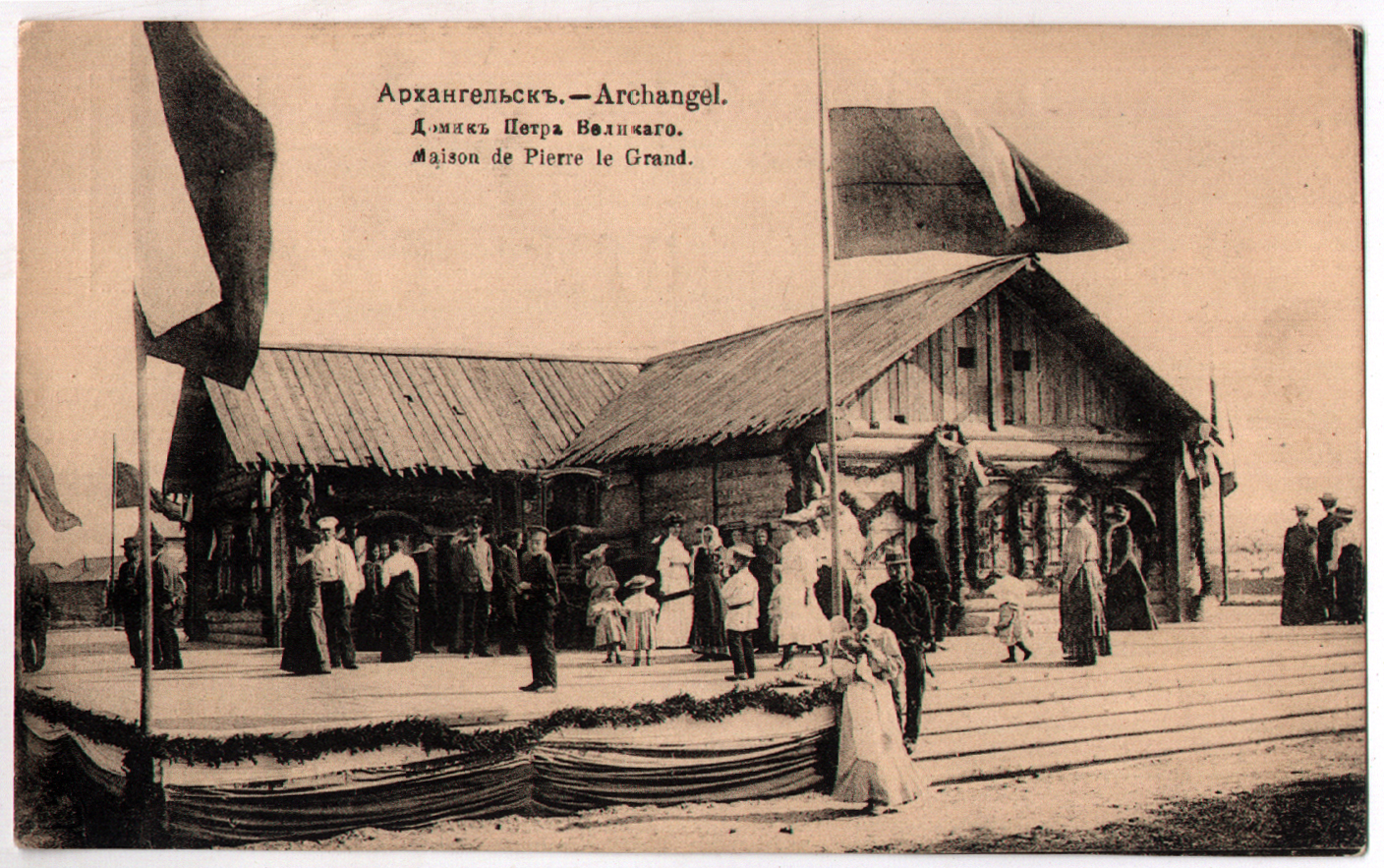
Архангельск. Домик Петра Великого. 1915 год

Власти Архангельска в 1930-е годы приняли решение разобрать домик Петра I. Спасти его удалось благодаря стараниям первого директора музея-заповедника «Коломенское» Петра Дмитриевича Барановского, который по роду своей деятельности обмерял и описывал церкви, намеченные к сносу. До своего ареста в 1933 году Барановский успел включить домик Петра I, именовавшийся в документах XVIII-XIX веков дворцом Петра I, в список объектов, которые необходимо переместить в московский музей-заповедник. Этот памятник деревянного зодчества был в разобранном виде доставлен из Архангельска в Коломенское, где его собирали с нарушением плана реставрации.
В 2008 году была проведена полномасштабная научная реставрация памятника. Работы включали усиление и замену утраченных элементов конструкций, устройство перекрытий и стропильной системы, протезирование брёвен, замену верхних венцов сруба и воссоздание элементов крыльца. Затем была проведена полная реконструкция интерьера домика и создана новая музейная экспозиция (художник И. В. Пейда).

## Архитектура

### Наружное устройство

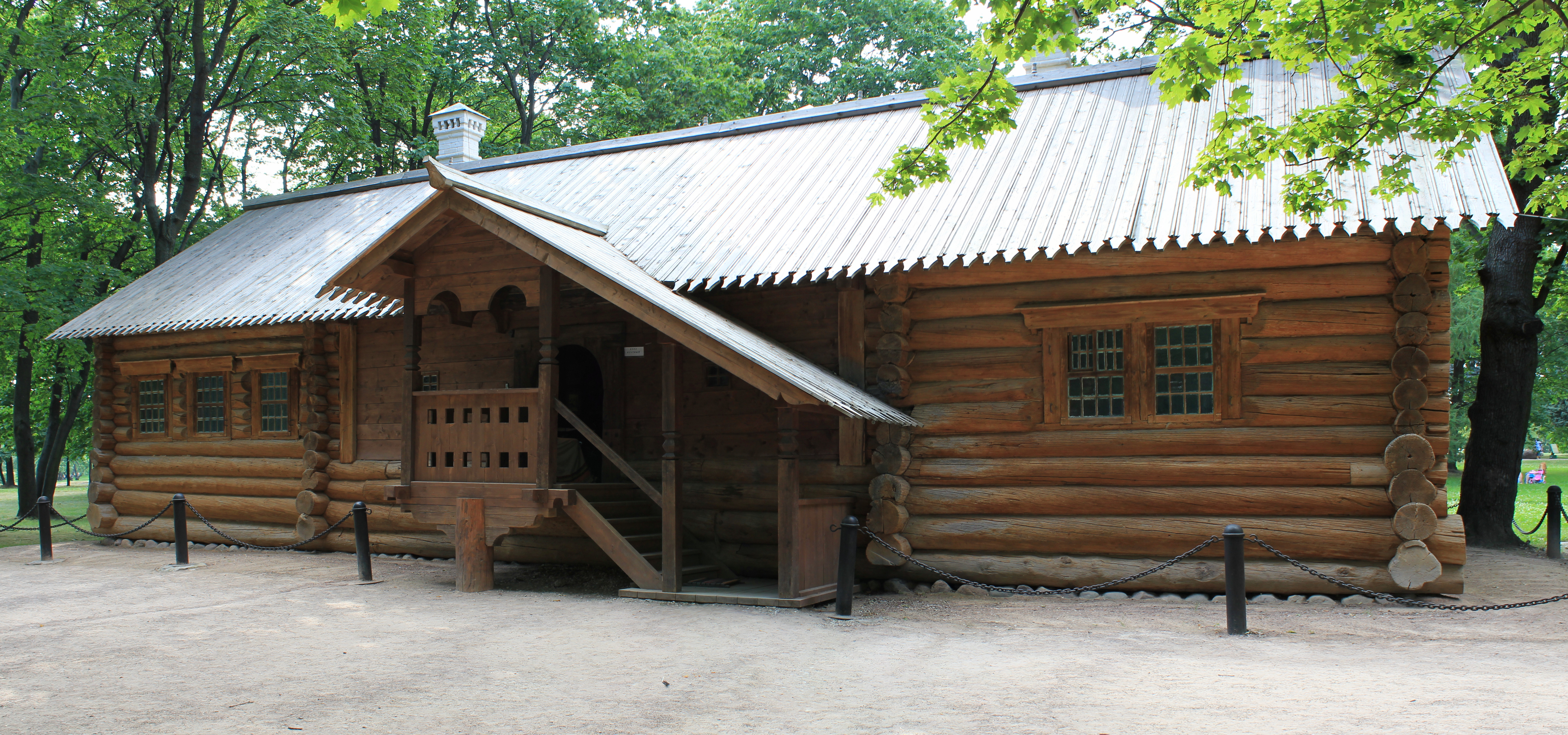
Домик Петра I в Коломенском летом

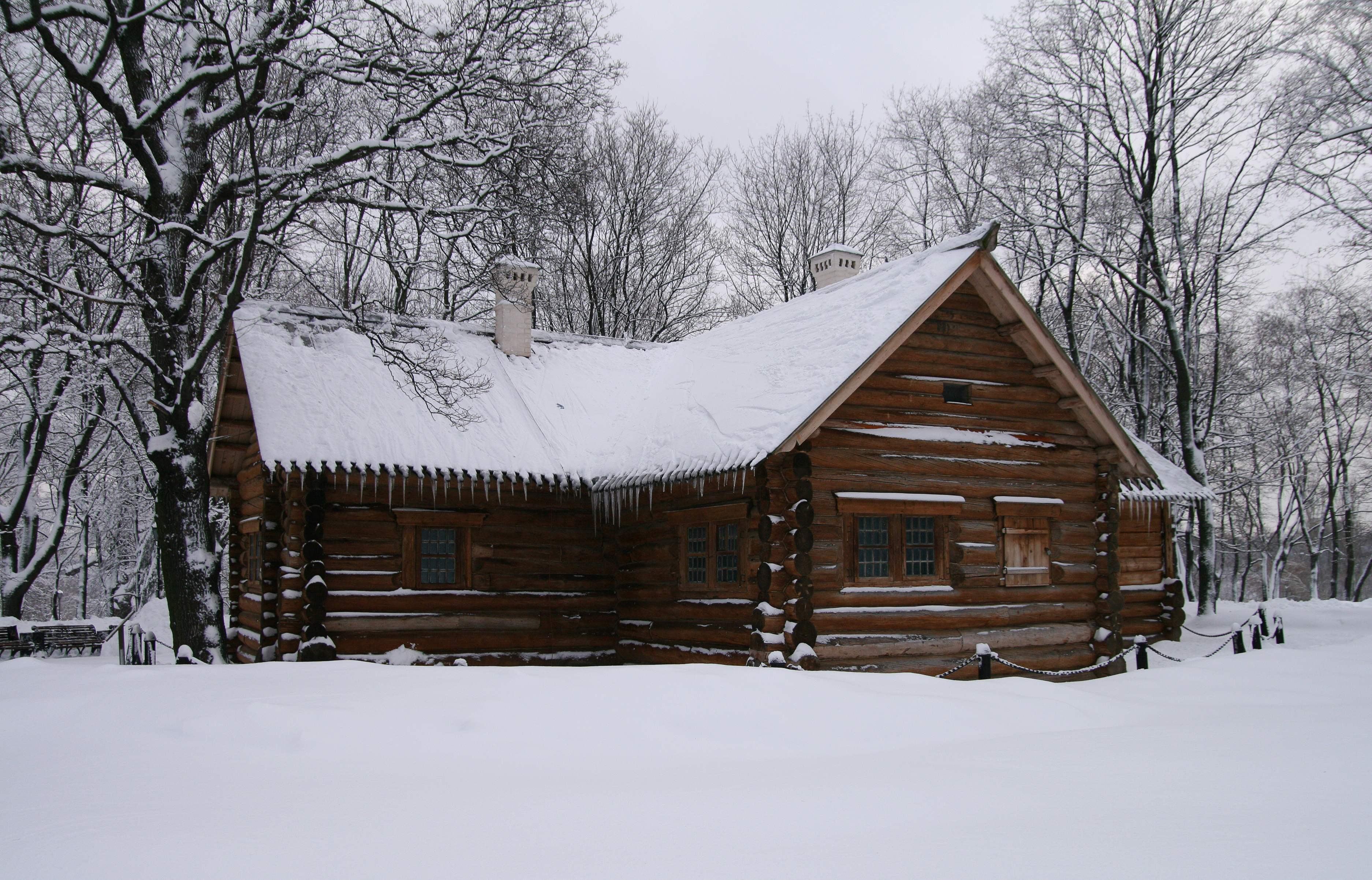
Домик Петра I в Коломенском зимой

Домик Петра собран из готовых венцов и имеет типичное для российских строений устройство: две тёплых, обогреваемых печами клети, объединённые холодными сенями, расположенными в средней части дома. К сеням на главном фасаде примыкает крыльцо, а с противоположной стороны сделан прируб. Дом несколько приземист, так как не имеет подклета. Вероятно, его первая конструкция имела высокий подпол, образованный двумя нижними венцами, срубленными из особенно толстых брёвен.
Крыльцо с единственным всходом опирается на врытый в землю столб с кронштейном-перекладиной. Оригинальное крыльцо не сохранилось, а имеющееся появилось в ходе реставрационных работ XX века. В деревянном крыльце воспроизведены элементы украшения каменных крылец, характерных для XVII века. Так, квадратные прорези в дощатом ограждении перекликаются с используемыми в каменной архитектуре ширинками, а расположенная в верхней части крыльца двойная арка с висячей гирькой, выпиленная из толстых досок, является имитацией аналогичных каменных арок.
Портал входа является подлинным. Он вытесан из брёвен и воспроизводит арочную перемычку с «замком», встречающуюся в каменных порталах того времени.
Дом имеет традиционное двухскатное покрытие с кровлей, составленной из «красного» тёса. Ромбические стреловидные окончания тёса образуют ажурную кромку выноса кровли и заметно оживляют фасады. Оконные проёмы весьма необычны для своего времени. Сравнительно высокие, местами сдвоенные, они обрамлены широкими плахами. Вероятно, такие «голландские» окна появились по желанию царя.

### Внутреннее устройство
Дом имеет достаточно традиционную планировку, хотя не обошлось и без нововведений: средняя часть дома, сени («передняя»), значительно шире боковых клетей. Просторная «передняя» скудно освещалась крохотными оконцами, прорубленными по разные стороны портала. Попасть в неё можно непосредственно с крыльца.
Основной объём домика поделен в продольном направлении на две неравные части. Более широкая часть представляет собой своего рода анфиладу и выходит на главный фасад. В левой и правой её частях расположены кабинет («светлица») и спальня («почивальня»). Дверной проём в продольной стене «передней» ведёт в тёмный коридор, откуда можно попасть в размещённую в прирубе столовую («светлица, где был стол государев») и в два небольших по ширине боковых помещения, где находились «гардеробная» и «чуланец».
Стены дома бревенчатые, по периметру расставлены деревянные скамьи с фигурными подзорами. В убранстве комнат использованы подлинные вещи петровского времени. В домике хранится мраморный бюст Петра I, выполненный итальянским скульптором Карло Альбаччини в 1760-х годах. Вероятно, этот бюст сделан с прижизненного бюста императора, выполненного на основе маски, снятой с его лица в 1719 году.